# Дженис Рул
Дженис Рул (на английски: Janice Rule) е американска актриса.

## Биография
Дженис Рул е родена на 15 август 1931 г. в Норуд, Охайо. Родителите и са от ирландски произход.  Баща й е търговец на индустриални диаманти.  Тя започва да танцува в нощния клуб Chez Paree в Чикаго на 15-годишна възраст, с което си плаща за уроци по балет  и е танцьорка в продукцията на Бродуей „Мис Свобода“ (1949).  Рул учи актьорско майсторство в Чикагското професионално училище. 

### Кариера
Дженис Рул е изобразена на корицата на списание Лайв на 8 януари 1951 г. като човек, който да гледате в развлекателната индустрия. Тя получава договор от Уорнър Брос, първата й кредитирана екранна роля е на Вирджиния в „Goodbye, My Fancy“ (1951), където Джоан Крофорд играе главната роля. Утвърдената звезда омаловажава по-младата жена, което затруднява работата на Рул по филма, въпреки че години по-късно Крофорд написва извинително писмо до Рул, че се е отнесла лошо с нея в този филм.  Договорът на Рул с Уорнър позволява да се прекрати само след два филма.  Тя е обезпокоена от отношението към женската красота в студията в началото на 1950-те години: „Тъй като се страхувах да не бъда ограбена от индивидуалността си, се борих с гримьорите, фризьорите и не разбирах проблемите на отдела за публичност.“, казва тя през 1957 г. 
Рул е в оригиналния актьорски състав на Бродуей от 1953 г. на „Пикника“ на Уилям Инге, в ролята на Мадж Оуенс, невинната красавица, изиграна от Ким Новак във филмовата версия,  чиято компания включваше и Пол Нюман в неговия дебют на Бродуей. Този ангажимент я накара да откаже ролята, която в крайна сметка изигра Ева Мари Сейнт в „На кея“ (1954). „Знаех, че не мога да снимам цял ден във филм и да работя на сцената през нощта и да дам всичко от себе си и в двете“, каза тя, цитирана от Хеда Хопър от Лос Анджелис таймс през 1966 г.  Сред другите й представления на Бродуей са „Цъфтящата праскова“, „Най-щастливото момиче на света“ и „Нощен цирк“ на Майкъл В. Газо, продукция от 1958 г., която продължи само седмица,  но я запознава с Бен Газара, който става неин трети съпруг. 
Други нейни филми през 1950-те години включват „A Woman's Devotion“ (1956), „Western Gun for a Coward“ (1957) и „Bell, Book and Candle“ (1958), в който тя играе годеницата, която губи издателя „Шеп“ Хендерсън (Джеймс Стюарт) от магьосницата Джилиън Холройд (Ким Новак). В телевизията тя се появява в епизод на „Checkmate“ („Маската на отмъщението“, 1960), където играе Елена Нардос, съквартирантката на героинята на Клорис Лийчман, Мерилин Паркър. Тя също е в епизода на „The Twilight Zone“, „Nightmare as a Child“. Появява се като различни герои в три епизода на „Route 66“. Тя действа като Барбара Уеб и Барбара Уелс с Дейвид Янсен в два епизода на „The Fugitive“, озаглавени „Wife Killer“ и „The Walls of Night“. Тя също има основна роля като Нанси Рийд в „Three Bells to Perdido“, дебютният епизод на уестърна на Ричард Бун „Have Gun – Will Travel“. Рул също участва, втори път след Юл Бринър, в уестърн филма „Покана за наемник“ (1964).
Сред по-късните й филмови роли са Емили Стюарт в „The Chase“ (1966), Шийла Сомърс в „The Ambushers“ (1967), горчивата бивша любовница на Бърт Ланкастър в „The Swimmer“ (1968), Уили в „3 жени“ на Робърт Олтмън (1977), журналистката Кейт Нюман в политическия трилър на Костас Гаврас „Изчезнали“ (1982) и майката на Кевин Костнър в „American Flyers“ (1985).

### Личен живот
Дженис Рул има кратък годеж с Фарли Грейнджър през 1956 г.  Те се появяват в пиесата на Бродуей „Безгрижното дърво“ през 1955 г. Следва връзка с Ралф Мийкър,който игра Хал в „Пикник“.
Рул е омъжена за кратко през 1955 г. за телевизионния и филмов писател Н. Ричард Наш.  Вторият й брак е с телевизионния и филмов писател Робърт Том през 1956 г.  те имат една дъщеря Кейт, развеждат се през 1961 г.  Последният й брак е с актьора Бен Газара от 1961 г., имат една дъщеря, развеждат се през 1979 г. 
През 1960-те години тя се интересува от психоанализа. Започва официалното си обучение през 1973 г., специализирайки в лечението на свои колеги актьори  и получава докторска степен 10 години по-късно от Психоаналитичния институт на Южна Калифорния в Лос Анджелис, като практикува в Ню Йорк и Лос Анджелис.

### Смърт
Дженис Рул почива на 17 октомври 2003 от мозъчен кръвоизлив. Тя е кремирана след смъртта и. 

## Избрана филмография
| Година | Филм                         | Оригинално заглавие        | Роля         | Режисьор       |
| ------ | ---------------------------- | -------------------------- | ------------ | -------------- |
| 1951   | Четиринадесет часа           | Fourteen Hours             |              | Хенри Хатауей  |
| 1964   | Покана за наемник            | Invitation to a Gunfighter | Рут Адамс    | Ричард Уилсън  |
| 1966   | Алварес Кели                 | Alvarez Kelly              | Лиз Пикеринг | Едуард Дмитрик |
| 1966   | Добре дошли в Трудни времена | Welcome to Hard Times      | Моли Риърдън | Бърт Кенеди    |